# Billy Caffyn
William Caffyn, dit Billy Caffyn (né le 2 février 1828 à Reigate, Surrey; mort le 28 août 1919 à Reigate) était un célèbre joueur anglais de cricket qui joua pour le Surrey CCC et le All-England Eleven.